# Dipartimento di Tillabéri
Il dipartimento di Tillabéri è un dipartimento del Niger facente parte della regione omonima. Il capoluogo è Tillabéri.

## Geografia antropica
Il dipartimento di Tillabéri è suddiviso in 9 comuni:

### Comuni urbani
- Tillabéri

### Comuni rurali
- Anzourou
- Ayerou
- Bibiyergou
- Dessa
- Inates
- Kourteye
- Sakoira
- Sinder